# Tillandsia exserta
Tillandsia exserta es una especie de planta epífita dentro del género  Tillandsia, perteneciente a la familia de las bromeliáceas. Es originaria de México donde se distribuye por Mazatlán y Sinaloa.

## Cultivars
- Tillandsia 'Boreen'
- Tillandsia 'Brooyar'
- Tillandsia 'Cootharaba'
- Tillandsia 'Heather's Blush'

## Taxonomía
Tillandsia exserta fue descrita por Merritt Lyndon Fernald y publicado en Botanical Gazette 20: 537. 1895.
Etimología
Tillandsia: nombre genérico que fue nombrado por Carlos Linneo en 1738 en honor al médico y botánico finlandés Dr. Elias Tillandz (originalmente Tillander) (1640-1693).
exserta: epíteto
Sinonimia
- Tillandsia cinerea Mez[2][3]